# Maison de François Coignet
La maison de François Coignet est une maison particulière, construite entre 1853 et 1855 par François Coignet à Saint-Denis, en Seine-Saint-Denis. Elle est située 72, rue Charles-Michels et 29, boulevard de la Libération.
Cette maison fait l’objet d’une inscription au titre des monuments historiques par arrêté du 12 juin 1998 et d'un classement par décret du 8 février 2024,. Elle est la première maison construite en France en béton pisé coulé dans des coffrages. C'est la première maison construite en France en béton aggloméré. Sa protection n'a pas permis encore d'en assurer la restauration.

## Historique

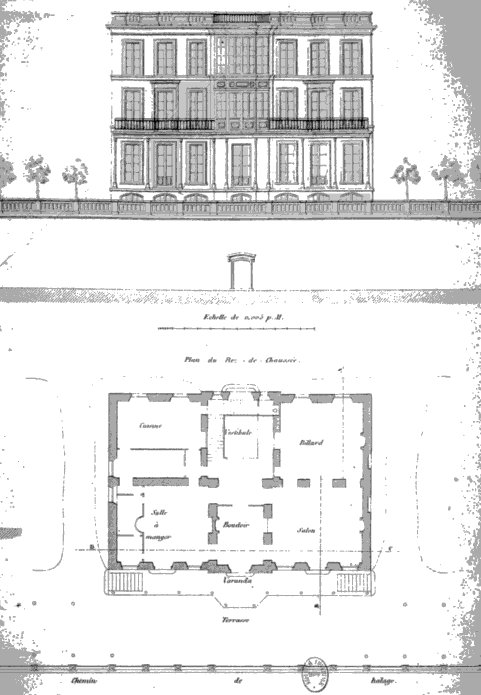
Dessin de la maison de François Coignet (1855).

En 1851, l'industriel François Coignet s'intéresse au marché parisien. Il crée une filiale de l'entreprise lyonnaise à Saint-Denis. Pour sa construction, il réalise les bâtiments « à la lyonnaise », c'est-à-dire en pisé, mais il remplace la terre par un mortier de cendre de houille fait de chaux, de cendres et de scories mélangés de manière homogène et en ajoutant de l'eau.
Cette méthode de construction a consisté à rapprocher deux méthodes de construction connues à l'époque :
- le mortier de mâchefer déjà décrit par Vicat, Sganzin et Raucourt de Charleville,
- le pisé pratiqué couramment dans le sud-est de la France et décrit par Cointereau.

En homogénéisant le mélange avec une addition d'eau et en le pilonnant fortement il obtient un béton compact dit « aggloméré ». Il est étonné de la qualité du résultat obtenu.
En 1853, François Coignet demande à l'architecte Théodore Lachez (?-1884) de construire sa propre maison en béton, près de l'usine, suivant des plans habituels. L’usine, le grand égout la reliant à la Seine, un réservoir d’eau, la maison et le mur de terrasse sont réalisés en « béton pisé, moulé et massivé » (béton pisé coulé dans des coffrages). François Coignet dépose en 1854 son premier brevet de « béton économique ». 

Une commission composée de quatorze architectes et présidée par Henri Labrouste visite le chantier de construction en novembre 1855. Dans le rapport rédigé par Émile Gilbert et publié dans Les Annales de la construction de 1857, il est écrit : 

« Tous ces travaux ont été exécutés en béton pisé, moulé et massivé. M. Coignet a fait usage de mélanges de différentes matières de peu de valeur, avec la chaux soit grasse, soit hydraulique ; et ces mélanges ont été moulés et comprimés par les procédés usités pour la fabrication du pisé. »

Le rapport signale l'économie du procédé due à deux causes :
- l'usage de matériaux de peu de valeur,
- le remplacement des ouvriers qualifiés par des manœuvriers.

L'entreprise Coignet disparaît après son rachat[Quand ?]. La maison est inscrite comme Monument historique en 1998. Si cette protection empêche la destruction volontaire, elle ne garantit pas l'entretien du monument et, malheureusement, la maison subit une lente dégradation. Celle-ci est finalement classée par décret le 8 février 2024 sans l'accord de l'entreprise propriétaire.

## Autre bâtiment

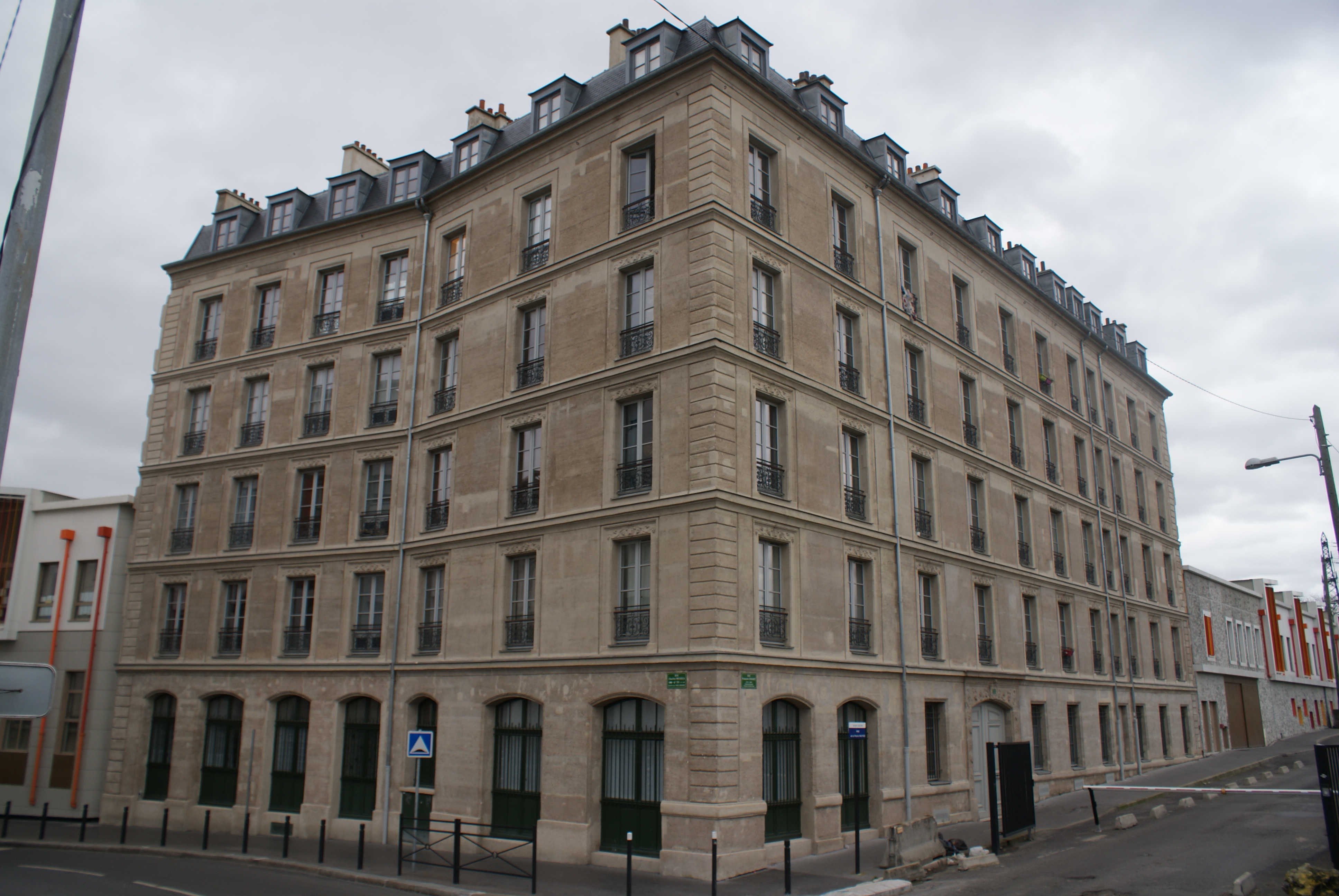
L'immeuble du 67 rue Charles-Michels.

Un autre bâtiment situé au 67 rue Charles-Michels a été construit en 1870 par l'entreprise Coignet pour loger ses ouvriers, lui aussi inscrit en 1998. Devenu squatté, insalubre et peu entretenu, une rénovation totale est engagée par un promoteur en 2014. Elle est achevée début 2016.